# Kristýna Fleissnerová

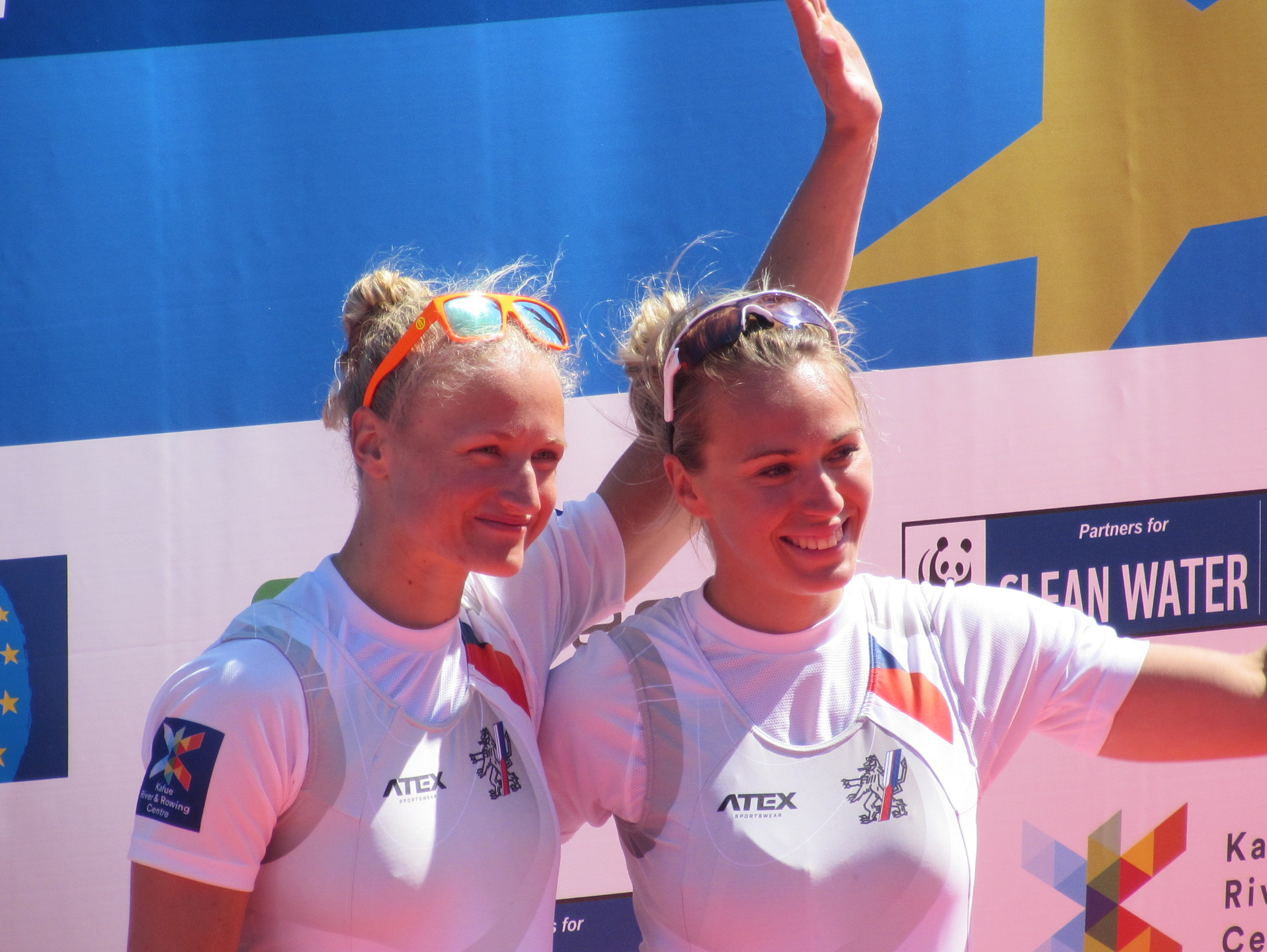
Lenka Antošová und Kristýna Fleissnerová (rechts) bei der Ruder-EM 2016

Kristýna Fleissnerová (* 18. August 1992 in Prag) ist eine tschechische Ruderin. Sie war Europameisterin 2017.

## Sportliche Karriere
Kristýna Fleissnerová begann 2003 mit dem Rudersport. Bei den Junioren-Weltmeisterschaften 2010 belegte sie mit dem Doppelvierer den zehnten Platz. Im gleichen Jahr nahm sie auch an den Olympischen Jugendspielen teil und kam im Einer auf den neunten Rang. 2011 belegte sie bei den U23-Weltmeisterschaften den 16. Platz im Einer.
2015 rückte die 1,72 m große Kristýna Fleissnerová zu Lenka Antošová in den Doppelzweier, bei den Europameisterschaften erreichten die beiden den neunten Platz. Bei den Weltmeisterschaften 2015 qualifizierten sich die ersten elf Doppelzweier für die Olympischen Spiele 2016, die beiden Tschechinnen belegten den zwölften Platz. In die Olympiasaison starteten die beiden mit dem Gewinn der Bronzemedaille bei den Europameisterschaften 2016, kurz darauf siegten sie in Luzern bei der letzten Qualifikationsregatta für die Olympischen Spiele in Rio de Janeiro. In der Olympischen Regatta ruderten die beiden Tschechinnen auf den zehnten Platz. 
Bei den Europameisterschaften 2017 in Račice u Štětí gewannen die beiden Tschechinnen vor heimischem Publikum den Titel. Im gleichen Jahr belegten die beiden den siebten Platz bei den Weltmeisterschaften. 2018 folgten der fünfte Platz bei den Europameisterschaften und der siebte Platz bei den Weltmeisterschaften. Nach dem achten Platz bei den Weltmeisterschaften 2019 erreichten die Tschechinnen den vierten Platz bei den Europameisterschaften 2020. Bei den Olympischen Spielen in Tokio belegten sie wie 2016 den zehnten Platz.